# Burg Helfenstein (Gratwein-Straßengel)
Der Burgstall der Burg Helfenstein liegt nördlich des Ortsteils Gratwein der Gemeinde Gratwein-Straßengel im steirischen Bezirk Graz-Umgebung. Die Geschichte der Burg reicht bis in die erste Hälfte des 13. Jahrhunderts zurück. Bereits in der Mitte des 13. Jahrhunderts, nur wenige Jahre nach der Errichtung wurde die Burg bereits zerstört.

## Standort
Der Burgstall der Höhenburg befindet sich am östlichen Hang des Gsollerkogel, westlich der Straße von Gratwein nach Kleinstübing und etwas oberhalb der Mur. Die Reste der Burg sind heute über einen kleinen Jägersteig erreichbar.

## Geschichte
Die Burg wurde vermutlich zwischen 1236 und 1239 im Auftrag Ottokars von Graz errichtet, welcher Helfenstein als salzburgerisches Lehen innehatte. Da Ottokar im Streit zwischen dem Kaiser Friedrich II. und dem Herzog Friedrich II. von Österreich dem Kaiser treu blieb, verlor er sein Amt als Burggraf. Friedrich II. von Österreich ließ die Burg Helfenstein 1242 zerstören und übergab Ottokars Lehensgüter dem Stift Rein als Schenkung. Diese Schenkung wurde 1243 durch den Salzburger Erzbischof Eberhard von Regensberg bestätigt.
Der Historiker Hans Pirchegger schrieb 1923, dass die Burg 1242 zerstört worden sei, da sie 1238 ohne Genehmigung errichtet worden war. Heute sind nur mehr sehr spärliche Reste der Burg im Gelände erkennbar.